# Митрофан Критопулос
Митрофан Критопулос (на гръцки: Μητροφάνης Κριτόπουλος, Митрофанис Критопулос) е виден гръцки духовник, патриарх на Александрийската православна църква.

## Биография
Критопулос е роден в македонския град Бер (Верия) около 1639 година. Замонашва се в Света гора и става приближен на Кирил Лукарис, който го изпраща да учи в Англия и Германия. От 1617 до 1624 година учи в Оксфордския университет.
Пътува из Европа и общува с най-видните теолози и учени на времето. Критопулос активно работи за уния между православието и католицизма. От 1627 до 1630 година преподава гръцки във Виена. В 1630 година през Цариград заминава за Александрия и е избран за Мемфиски и Египетски митрополит. След смъртта на патриарх Герасим I Александрийски в 1636 е избран за патриарх на Александрийската православна църква, където основава важна библиотека.
Участва заедно с Мелетий Сириг в Яшкия синод.
Умира във Влашко в 1645 година.